# Pothead

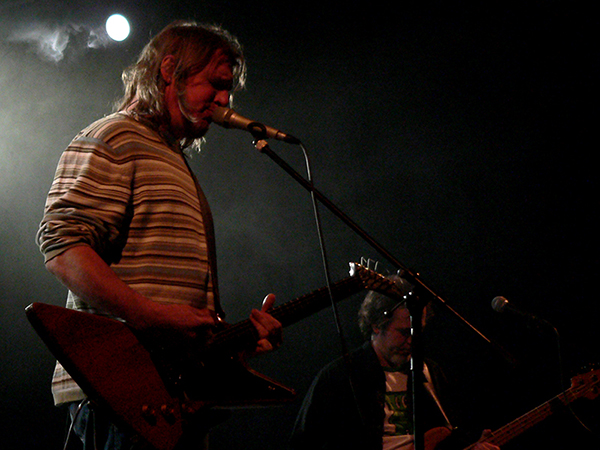
Sänger und Gitarrist Brad Dope, Konzert in Pirna am 15. Juli 2006

Pothead ist eine in Berlin ansässige Rockband. Der Bandname leitet sich von einem anglo-amerikanischen Slangausdruck ab, mit dem Marihuana-Konsumenten bezeichnet werden.

## Geschichte
Die Band wurde 1991 von den beiden aus Seattle stammenden Bradley Kok (Brad) und Jeffery Moore (Jeff Dope) gegründet. Auf einem Urlaub in Europa Anfang der 1990er entstand der Gedanke, nicht wieder in die USA zurückzugehen, sondern ihr Glück in Deutschland zu versuchen. So siedelten sie von Seattle in die deutsche Hauptstadt Berlin um, wo sie sich mit einigen Schlagzeugern trafen, bis 1994 der aus Olpe im Sauerland stammende Sebastian Meyer dazustieß.
Wie die Band am 21. Juni 2012 mitteilte, verließ der langjährige Schlagzeuger am 8. Juni 2012 nach 18 gemeinsamen Jahren die Band. Im August 2012 verkündete Pothead, dass Nicolaj Gogow (Knorkator) die Nachfolge von Sebastian Meyer antritt. Nachdem Gogow 2014 wegen einer Verletzung durch Robert Puls vertreten wurde, entschied man sich, in dieser Besetzung weiter zu spielen.

## Diskografie

### Studioalben
- 1994: Rumely Oil Pull
- 1995: Desiccated Soup
- 1997: Learn to Hypnotize!
- 1999: Fairground
- 2000: Burning Bridges
- 2001: Grassroots
- 2003: Tuf Luv
- 2006: Chaudière
- 2007: Rocket Boy
- 2011: Pottersville
- 2012: Jackpot

### Singles/EPs
- 1996: Fifty Years (7" Vinyl-Single)
- 1997: The Club- & Radiotracks
- 1997: All Those Memories
- 1998: Pot of Gold (EP)

### Livealben
- 2004: Live in Berlin
- 2007: „Pothead Plays Rockpalast“ (DVD)
- 2010: Berlin 2010
- 2019: Live at Tempodrom 1997

### Demos
- 1991: 5-Track-Demo (Kassette)[1]
- 1992: 12-Track-Demo (Kassette)[2]
- 1993: U.S.A! (Demo-CD)[3]
- 2021: 5-Track-Demo (CD)[4]

### Internetalben
Seit 2006 veröffentlicht die Band im Internet unter dem Namen WEB MIX Kompilationen mit verschiedenen Liedern der vorangegangenen Alben zum kostenlosen Herunterladen. Nur der jeweils aktuelle WEB MIX steht zum Download zur Verfügung.
- 2006: Pothead - WEB MIX No.1
- 2007: Pothead - WEB MIX No.2
- 2008: Pothead - WEB MIX No.3
- 2009: Pothead - WEB MIX No.4
- 2011: Pothead - WEB MIX No.5
- 2012: Pothead - WEB MIX No.6
- 2014: Pothead - WEB MIX No.7
- 2017: Pothead - WEB MIX No.8
- 2021: Pothead - WEB MIX No.9
- 2023: Pothead - WEB MIX No.10
- 2025: Pothead - WEB MIX No.11